# Мароко на Светском првенству у атлетици у дворани 2018.
Мароко је учествовао на 17. Светском првенству у атлетици у дворани 2018. одржаном у Бирмингему (Уједињено Краљевство) од 1. до 4. марта седамнаести пут, односно учествовао је на свим првенствима до данас. Rепрезентацију Мароко представљало је 6 такмичара (4 мушкарца и 2 жене), који су се такмичили у 4 дисциплине (3 мушке и 1 женске).,
На овом првенству представници Марока су освојили једну бронзану медаљу. Овим успехом Мароко је делио 24 место у укупном пласману освајача медаља.
У табели успешности према броју и пласману такмичара који су учествовали у финалним такмичењима (првих 8 такмичара) Мароко је са 4 учесника у финалу делио 18. место са 13 бодова.
| Плас. | Земља  | 1. место | 2. место | 3. место | 4. место | 5. место | 6. место | 7. место | 8. место | Бр. финал. | Бод. |
| ----- | ------ | -------- | -------- | -------- | -------- | -------- | -------- | -------- | -------- | ---------- | ---- |
| =18.  | Мароко | 0        | 0        | 1        | 0        | 0        | 2        | 0        | 1        | 4          | 13   |

## Учесници
| Мушкарци: - Мустафа Смаили — 800 м - Абдалати Игидер — 1.500 м - Брахим Казузи — 1.500 м - Younes Essalhi — 3.000 м | Жене: - Малика Акаоуи — 1.500 м - Рабабе Арафи — 1.500 м |  |

## Резултати

### Мушкарци
| Атлетичар       | Дисциплина | Лични рекорд | Квалификације  | Квалификације | Финале               | Финале       | Детаљи |
| Атлетичар       | Дисциплина | Лични рекорд | Резултат       | Место         | Резултат             | Место        | Детаљи |
| --------------- | ---------- | ------------ | -------------- | ------------- | -------------------- | ------------ | ------ |
| Мустафа Смаили  | 800 м      | 1:45,96      | 1:47,08 КВ     | 2. у гр. 2    | 1:48,75              | 6 / 9 (10)   |        |
| Абдалати Игидер | 1.500 м    | 3:34,10      | 3:40,13 КВ     | 1. у гр. 1    | 3:58,43              |              |        |
| Брахим Казузи   | 1.500 м    | 3:36,95      | 3:47,65        | 3. у гр. 3    | Није се квалификовао | 14 / 19 (24) |        |
| Younes Essalhi  | 3.000 м    | 7:47,50      | 7:45,07 кв, ЛР | 6. у гр. 1    | 8:16,63              | 6 / 16 (22)  |        |

### Жене
| Атлетичарка   | Дисциплина | Лични рекорд | Квалификације | Квалификације | Финале                | Финале       | Детаљи |
| Атлетичарка   | Дисциплина | Лични рекорд | Резултат      | Место         | Резултат              | Место        | Детаљи |
| ------------- | ---------- | ------------ | ------------- | ------------- | --------------------- | ------------ | ------ |
| Рабабе Арафи  | 1.500 м    | 4:04,76      | 4:06,12 кв    | 4:14,94       | 8 / 25 (26)           |              |        |
| Малика Акаоуи | 1.500 м    | 4:09,31      | 4:15,09       | 7. у гр. 2    | Није се квалификовала | 22 / 25 (26) |        |